# Sadovnjak
Sadovnjak je nasad dreves ali grmičevja, namenjen pridelavi sadja, lahko pa tudi oreškov. Največkrat gre za sadno drevje, kjer gojijo sadje za prodajo. Sadovnjak je lahko tudi del večjega vrta, kjer ima tudi estetsko vlogo. Sodobni sadovnjaki so optimizirani za čim večjo produkcijo sadja, zato so drevesa sajena v ravnih vrstah, med katerimi je razmak, ki olajšuje pobiranje.
Pogosto so sadovnjaki zasajeni v bližini vodnih teles, kjer voda deluje kot blažilec podnebnih ekstremov in je verjetnost za zmrzal manjša.
Klasični sadovnjaki so s stališča okoljevarstva pomemben del kulturne krajine, saj stara, visokodebelna drevesa s spremljajočim rastjem nudijo ustrezen habitat mnogim živalskim vrstam, s čimer imajo pozitiven vpliv na ohranjanje biodiverzitete v okolju, ki je sicer zaradi kmetijstva degradirano. Zgled za to je smrdokavra, ki je znan gnezdilec v duplih starih sadnih dreves. Vendar pa se z intenzifikacijo kmetijstva sadovnjaki pomlajajo in optimizirajo za čim večji pridelek. Zaradi uporabe pesticidov in odstranjevanja vseh vrst, ki nimajo vloge pri pridelavi sadja, postane sadovnjak neprimeren zanje. Tudi smrdokavra je zaradi tega procesa ob pomanjkanju drugih ustreznih gnezdišč v velikem delu Evrope ogrožena.

## Sadovnjaki v Sloveniji
Sadjarstvo je v Sloveniji tradicionalna dejavnost, od drevesnih vrst je največ jablan. Leta 2007 je bilo v državi 4.002 hektarjev površin, klasificiranih kot intenzivni sadovnjaki, od tega so bile jablane zasajene na 72%, sledile so breskve z 12% in hruške s 6% površin. Večina sadovnjakov je bila manjših od enega hektarja. Tudi sadovnjaki, manjši od 0,2 ha, ki niso bili zajeti v popisu, pogosto spremljajo domačije.